# 宙返り (大江健三郎の小説)
『宙返り』（ちゅうがえり）は、大江健三郎の長編小説。1999年6月に上下巻の単行本が講談社より刊行された。
大江は、1993年から1995年にかけて全3部の長編『燃えあがる緑の木』を発表している。当時はそれを「最後の小説」としていた。しかし1996年に友人であった武満徹が亡くなると、その葬儀の席でもう一度小説を書くと宣言し、ほぼ3年をかけて本作を執筆して書き下ろしとして刊行した。巻頭には「──永遠の武満徹に」という献辞が記されている。
本作は『燃えあがる緑の木』の後日譚であり、やはり新新宗教の集団を主題としている。
単行本上下巻の帯にはそれぞれ以下のコピーと作者のコメントがある。
”ノーベル賞から5年、大江健三郎、小説復帰の大作。“
”「世紀末の闇の深さ、希求する若い魂の激しさ、それをリアルに、明快に書くことをねがった」ー作者”
”大江健三郎は、沈黙して「新しい人」の思想を探ってきた。“
”「ひとり少年時に聞いた「神」の声を追いもとめる若者も、死の前に生きなおすことを企てる初老の男も、自分だと思う」ー作者“
2002年に講談社文庫版（全2冊）が刊行された。

## あらすじ
米国で教鞭をとっていた画家の木津は、15年前に印象的な行動をとった少年・育雄と再会する。木津と育雄は、踊り子（ダンサー）と共に、師匠（パトロン）と案内者（ガイド）と呼ばれる2人の男の新興宗教の再興に協力する。師匠（パトロン）と案内者（ガイド）は、10年前に教団内の急進派を抑えるために「宙返り」と呼ばれる転向を行い、一度は教団を解散していた。しかし再出発の矢先、案内人（ガイド）が元急進派によって拉致・監禁されて病死してしまう…。
本作では『燃えあがる緑の木』の登場人物のサッチャン、大江光を思わせる森生、などが登場する。
また前半部ではウェールズの詩人R・S・トーマスがモティーフとして用いられている。